# Mäntysaari (ö i Kivijärvi, Härkkämönlahti)
Mäntysaari är en ö i Finland. Den ligger i sjön Kivijärvi och i kommunen Kivijärvi i den ekonomiska regionen  Saarijärvi-Viitasaari och landskapet Mellersta Finland, i den centrala delen av landet, 300 km norr om huvudstaden Helsingfors. Öns area är 1,9 hektar och dess största längd är 260 meter i nord-sydlig riktning.